# 防共協定
防共協定（ぼうきょうきょうてい、ドイツ語: Antikominternpakt）は、1936年（昭和11年）11月25日に日本とドイツの間で調印された、国際共産主義運動を指導するコミンテルンに対抗する共同防衛をうたった条約。正文である日本語における条約名は共産「インターナショナル」ニ対スル協定（きょうさん「いんたーなしょなる」にたいするきょうてい）。同じく正文であるドイツ語条約名はAbkommen gegen die Kommunistische Internationale。
締結当初は二国間協定である日独防共協定（にちどくぼうきょうきょうてい）と呼ばれ、1937年（昭和12年）11月にイタリアが原署名国として加盟し、日独伊防共協定（にちどくいぼうきょうきょうてい）と呼ばれる三国協定となり、1939年（昭和14年）にはハンガリーと満洲国、スペインが参加したことによって6カ国による協定となった。
しかし、同年8月23日締結の独ソ不可侵条約によって事実上の空文となった。その後、第二次世界大戦の勃発を経て、1941年（昭和16年）6月の独ソ戦開始により反共という概念が再び利用され、11月25日には本協定の改定が実施されるとともに、ブルガリア王国、ルーマニア王国、デンマーク、スロバキア、クロアチア独立国、フィンランド、中華民国南京政府（汪兆銘政権）が加盟している。1945年5月のドイツの降伏によって事実上失効した。

## 背景
第一次世界大戦後に膠州湾租借地を失ったドイツ植民地帝国のドイツ人は、漢口（現在の武漢市）や上海、香港などに移住して再びコミュニティを形成していたが、ナチス党は満州事変が発生した1931年ごろ、アジアの各コミュニティに党支部を設立して政治活動を拡大していた。同党の上海支部長はシーメンス社員のフランツ・ハーゼノールであり、日本国内では1932年、斎藤内閣政権が発足し、フリードリヒ・ハックなどが兵器の輸出入を行っていた。
日本は1930年にロンドン海軍軍縮条約を締結したが、舞鶴海軍工廠が工作部に格下げになるなどの影響があり、帝国弁護士会や軍人南雲忠一など再軍拡派が活動し、1933年（昭和8年）には政府は国際連盟を脱退して、軍縮条約も廃棄し失効させるに至った。
日本陸軍内では、国際的孤立を回避するために同様に国際連盟から脱退したドイツおよびイタリアと接近するべきという主張が、唱えられていた。また、共産主義国家であるソビエト連邦は両国にとって仮想敵であり、一方のソ連では1935年（昭和10年）7月に開催された第7回コミンテルン世界大会で日独を敵と規定するなど、反ソビエトという点では両国の利害は一致していると考えられた。また駐独日本大使館付陸軍武官大島浩少将は、かつて日露戦争の際にビョルケ密約によってロシア帝国とドイツ帝国の提携が成立しかけ、背後を気にする必要が無くなったロシアが兵を極東に差し向ける恐れがあった事例をひき、ユーラシアにおけるソビエト連邦とドイツの提携を断乎排除する必要があると唱えていた。
ドイツ側の対日接近論者の筆頭であったのは、総統アドルフ・ヒトラーの個人的信任を得ており、軍縮問題全権代表の地位にあったヨアヒム・フォン・リッベントロップであった。リッベントロップはこの協定を、イギリスを牽制するためのものとして準備していた。国民社会主義ドイツ労働者党には、外務全国指導者のアルフレート・ローゼンベルクがいたが、日独接近は英独関係に悪影響を及ぼすと考えて躊躇していた。ヒトラーはリッベントロップを将来の外相であると評価していたが、外相となるには「手柄を挙げることが必要」と考えていた。
一方でドイツ外務省は、日本が建国した満洲国承認も行わず対日接近には消極的で、中独合作で中華民国とも結ばれていたこともあり極東情勢に不干渉の立場をとっていた。コンスタンティン・フォン・ノイラート外相は「日本は我々になにも与えることができない」と評価していた上に、「第一次世界大戦において日本は、日独間に特に紛争があったわけでもないのに連合国側についた」とみなして日本に悪印象を抱いていた。
さらには、リッベントロップが外務次官の地位を要求していたにもかかわらず、外務省側ではこれを拒否するなど両者には強い敵対関係があった。このため11月26日の調印式にいたるまで、ドイツ外務省はこの協定交渉を一切関知しようとしなかった。また、ドイツ国防軍は伝統的に親中国路線であり、政府の方針とは独自の中華民国支援路線をとっていた。さらに中華民国は孔祥熙をドイツに派遣しヒトラーと会談するなど、ドイツは日本と中華民国との間で大きく揺れていた。
この複数の関係機関が独自に活動している状態は、ヒトラー政権下における外交の多頭制と、複数路線制を示すものであると指摘されている。実際にリッベントロップは「リッベントロップ事務所」を設立し、外務省から独立して対日交渉に臨んだ。

## 日独間の締結交渉

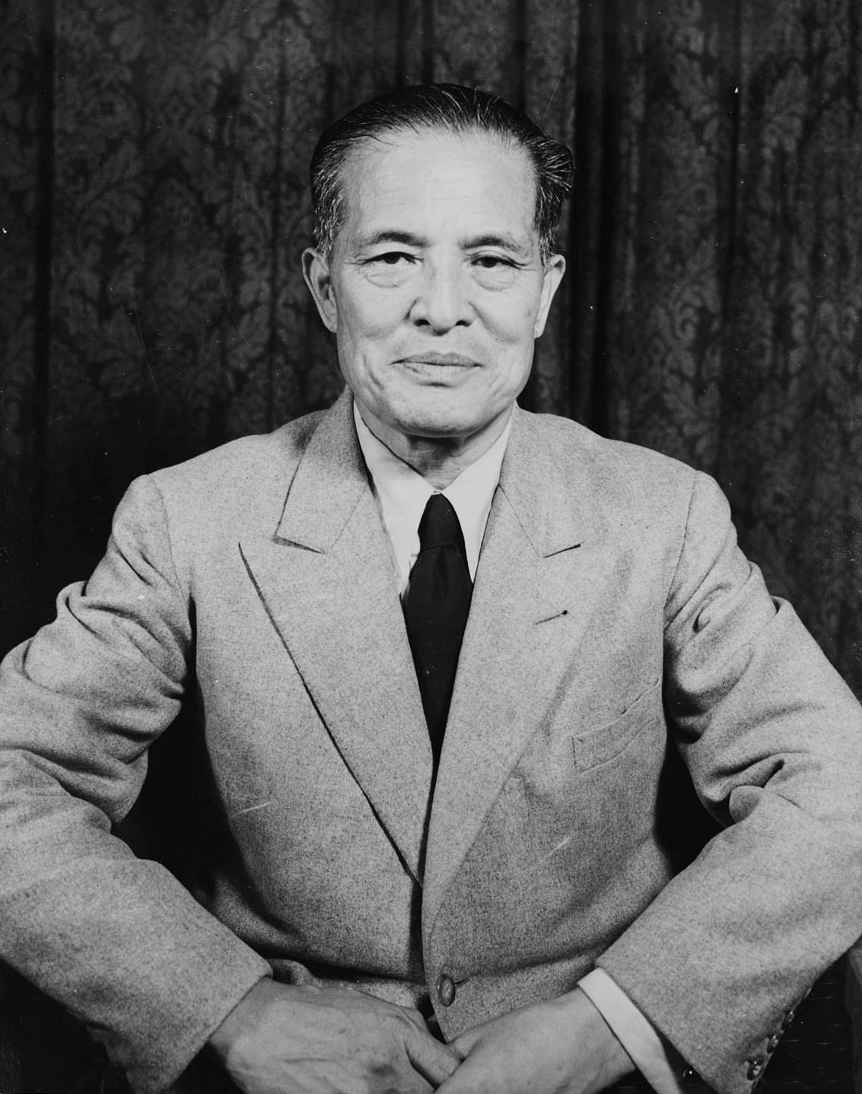
大島浩駐独武官

### 第一次交渉
リッベントロップは兵器ブローカーフリードリヒ・ハックを通じて日本との接触を図った。ハックは日本海軍と取引があり、1935年（昭和10年）1月には英・ロンドンで山本五十六軍縮会議全権とリッベントロップの会談を実現させた。リッベントロップはヒトラーと山本の面会を求め、日独接近の交渉を行った。しかし海軍の独自の動きを警戒する松平恒雄駐英大使と、武者小路公共駐独大使によってこの動きは阻止された。この動きは国防軍情報部長のヴィルヘルム・カナリス中将に察知されたが、彼は「対ソ同盟」を主張しており、国防軍の大勢と異なり、リッベントロップらと協力する動きを開始した。
9月13日、ハックは駐独日本大使館付陸軍武官大島浩少将に接触し、日本陸軍参謀本部の意向を確認した。大島も外務省を通じず、陸軍とリッベントロップの間で交渉を行うように要請している。11月半ばまでの間ハックと大島の間で予備交渉が行われ、大島はソ連を対象とした軍事色の強い保証協定を提案している。ハックはこの提案をカナリスに伝え、カナリスは国防相ヴェルナー・フォン・ブロンベルクにこの提案を提示することにした。ブロンベルクはこの提案に前向きに応じ、リッベントロップと大島の会談を促した。しかしブロンベルクはこの時点で、対日接近が対中関係に及ぼす影響をまったく考慮しておらず、国防軍総局長ヴァルター・フォン・ライヒェナウをはじめとする対中接近派の意見に従うようになり、具体的な軍事協定の締結には強く反対することになる。カナリスは国防軍内における対日接近派の勢力拡大と、対中接近派の抑制に努めることになる。
大島からの報告を受けた日本陸軍参謀本部は、参謀総長閑院宮載仁親王が「ベルリンでの作業計画」を裁可し、交渉のために参謀本部欧州課独逸班長若松只一の訪独を承認した。しかし日本参謀本部の動きを察知した駐日大使館付武官オイゲン・オット大佐はこの動きを国防軍上層部に通報した。カナリスはこの動きに動揺し、オットに対し駐日ドイツ大使ヘルベルト・フォン・ディルクセンへの報告を禁じた。
日本の参謀本部は提携には積極的であったが、軍事同盟には消極的であった。しかし日ソ戦の際にドイツが「好意的中立」を保ってくれることを希望していた。リッベントロップ事務所のヘルマン・フォン・ラウマーはソ連を刺激することを恐れ、協定内容を対ソ連ではなく「コミンテルンによる国際共産主義運動が自国に波及する事を防ぐ」という婉曲的な内容にしようと提案した。当時、ソ連政府はコミンテルンの活動はソ連政府と無関係であるという立場を取っており、これを逆用したものであった。大島も反コミンテルン協定であるという「マント」を着せることに同意した。
11月15日にはリッベントロップ邸において、リッベントロップ、カナリス、ハック、ラウマー、大島、若松が会談を行った。この席でリッベントロップは「一般的な友好協定」に「軍事上の付属紳士協定」が加えられたものを提案し、成立した協定はイギリスに通知されるべきことと、ポーランドの参加が考えられるとした。
この時期になるとリッベントロップらの動きは外務省にも察知され、リッベントロップは「様々な部局、とりわけ外務省からの抵抗」に悩まされるようになった。しかし11月27日にリッベントロップと面会したヒトラーは、「対コミンテルン条項は公表してもよい」「調印はベルリンで行う」という「決断」を示した。11月30日にはラウマーによって協定案が完成した。「コミンテルンの危険に対する防御協力」をうたった本文と、締結国がソ連の紛争に巻き込まれた場合には一方の締結国はソ連を援助しないことを定め、ソ連との条約締結を禁止した付属協定、そして両国軍の間で締結される軍事協定から構成されていた。
しかしこの協定案提示から7ヶ月間、協定交渉は一時停滞することになる。

### 停滞期の交渉
この時期、イタリアのエチオピア侵攻（第二次エチオピア戦争）が勃発し、イギリスによる調停が試みられたことは、イギリス・イタリア・フランスによるストレーザ戦線が再来するのではないかという懸念がドイツ側に存在し、外交政策の再検討を行う事態となった。外務省はこの機会を巻き返しの時期ととらえ、リッベントロップらの動きに抵抗した。また国防軍による中華民国との交渉も大きく進展し、汪兆銘らはドイツを仲介者とした日中和平を希望するようになった。ヒトラーはこの仲介に「外見上、原則的な賛意」を与え、リッベントロップも大島に、日独協定に中華民国を加えることはできないかと打診している。一方で国防軍の過度な対中接近には外務省も否定的であり、ベルンハルト・ヴィルヘルム・フォン・ビューロー外務次官は国防軍やライヒェナウの姿勢を非難している。
1936年（昭和11年）1月、日本外務省欧亜局長東郷茂徳は陸軍から説明を受けて初めて協定締結交渉を察知した。東郷は協定に反対であった。また同月には日独合作映画『新しき土』の制作のためと称してハックが来日、日本の関係者と交渉を行った。
2月に二・二六事件が勃発して陸軍の発言力が増大したため、日本外務省も交渉締結の路線から外れることは出来なかった。その後広田弘毅が首相となり、5月8日に外相有田八郎は駐独大使武者小路公共に「両国間に事項を限定しない漠然たる約束」をする趣旨の指令を行った。しかし参謀本部は大島少将に「日ソ戦が勃発した際に中立を守る」規定を盛り込むように指令した。
4月6日にはライヒェナウらの主導で、中華民国に一億ライヒスマルク借款を行うことを始めとする援助協定が成立した。これは対独接近を考えていた日本側にも大きな衝撃を与えた。ライヒェナウはこの際に日独提携と独中提携は両立しないと言明した上で、「リッベントロップ氏による日本との協定交渉は中止された」と語っている。5月には国防軍が日本との提携は対ソ戦争の際に役立たないばかりでなく、イギリスやアメリカとの敵対関係も呼び込むと警告する報告書を提出した。一方で援助協定のあまりの巨大さを知ったドイツ外務省は、国防軍を牽制するため、対日接近に傾くようになった。

### 再交渉
リッベントロップは1936年（昭和11年）7月に駐英大使に任命されているが、ヒトラーとのパイプを妨害されることを怖れ、ロンドンに赴任したのは10月になってからであり、その後もしばしば帰国してヒトラーと連絡を取っている。7月には防共協定の案文と付属議定書がドイツ側から日本に提示された。この内容は1935年11月にラウマーが作成した案とほぼ同一のものであったと見られている。
広田内閣率いる日本側は協定の公表自体には反対であったが、ドイツ側は協定本文については公表することを望んだ。一方でライヒェナウらはなおも強い独中協定を主張し、中独軍事同盟の成立も主張していた。9月にライヒェナウは帰国するが、ヒトラーは「（ライヒェナウがヒトラーの）対日構想を台無しにしようとしている」と激怒し、「将軍たちは政治を何も理解していない」と罵った。
10月23日には仮調印が行われ、日本の枢密院における審議を待つばかりとなった。しかし国防軍の親中的な姿勢が伝えられるにつれ、枢密院での審議が危ぶまれるようになった。武者小路大使はドイツ側に抗議し、協定締結は不可避と考えるようになったドイツ外務省が国防軍に対中支援協定の中止を求めたことでこの動きは決着した。

## 協定締結

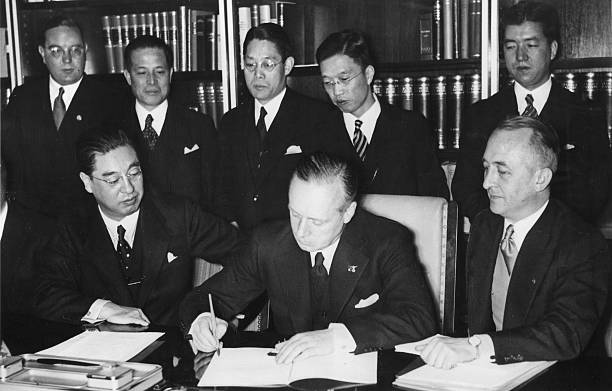
日独防共協定に調印するリッベントロップとそれを見守る武者小路公共

11月25日、ベルリンのリッベントロップ事務所で協定の調印式が行われた。日本側の全権大使は武者小路駐独大使、ドイツ側はリッベントロップが行った。協定の内容はドイツ側の提案、すなわち1935年11月のラウマー案の内容を大きく超えるものではなかったが、国防軍の主張通りの軍事協定の性格はつかなかった。
協定締結後には祝賀晩餐会が開かれたが、この席にはヒトラー、ヘルマン・ゲーリング、ルドルフ・ヘスといった高官の他、外務省関係者からは外相ノイラート、外務次官エルンスト・フォン・ヴァイツゼッカーらの首脳が参加したが、国防軍からはただ一人カナリスが参席していた。国防軍はこの場に高官を出席させないことで不快感を示した形になり、またこのような場にカナリスのような地位の人間が出席するのは極めて異例である。

### 協定の内容
大日本帝国政府および独逸国政府は共産「インターナショナル」（所謂コミンテルン）の目的が其の執り得る有らゆる手段に依る現存国家の
破壊及爆壓に有ることを認め
共産「インターナショナル」の諸国の国内関係に対する干渉を看過することは其の国内の安寧及び社会の福祉を危殆ならしむるのみならず世界平和全般を脅すものなることを確信し
共産主義的破壊に対する防衛の為協力せんことを欲し左の通協定せり
第一条
締結国は共産「インターナショナル」の活動に付相互に通報し、必要なる防衛措置に付協議し且緊密なる協力に依り右の措置を達成することを約す（対コミンテルン活動の通報・協議）
第二条
締結国は共産「インターナショナル」の破壊工作に依りて国内の安寧を脅さるる第三国に対し協定の趣旨に依る防衛措置を執り又は本協定に参加せんことを共同に勧誘すべし（第三国の加入要件）
第三条
本協定は日本語及び独逸語の本文を以って正文とす。本協定は署名の日より実施せらるべく且つ五年間効力を有す。締結国は右期間満了前適当の時期に於て爾後に於ける両国協力の態様に付了解を遂ぐべし（条約の期限）

### 附属議定書
本日共産「インターナショナル」に対する協定に署名するに当り下名の全権委員は左の通協定せり
（イ）両締約国の当該官憲は共産「インターナショナル」の活動に関する情報の交換並びに共産「インターナショナル」に対する啓発及防衛の措置に付緊密に協力すべし
（ロ）両締約国の当該官憲は国外に於て直接又は間接に共産「インターナショナル」の勤務に服し又は其の破壊工作を助長するものに対し現行法の範囲内に於て厳格なる措置を執るべし
（ハ）前記（イ）に定められたる両締約国の当該官憲の協力を容易ならしむる為常設委員会設置せらるべし。共産「インターナショナル」の破壊活動防衛の為必要なる爾余の防衛措置は右委員会に於て考究且協議せらるべし
（以上仮名を平仮名、旧仮名遣いを現代仮名遣いに修正）

### 秘密附属協定
日本陸軍が望んだ軍事的条約は第一条に定められた規定に盛り込まれた。この附属協定は公表されなかった。
第一条　
締約国の一方がソビエト連邦より挑発によらず攻撃・攻撃の脅威を受けた場合には、ソビエト連邦を援助しない。攻撃を受ける事態になった場合には両国間で協議する（対ソ不援助規定）。
第二条
締約国は相互合意なく、ソビエト連邦との間に本協定の意思に反した一切の政治的条約を結ばない（対ソ単独条約締結の禁止）。
第三条
この協定は本協定と同期間の効力を持つ。
（以上、概要）

### 秘密書簡・秘密了解事項
秘密附属協定を補則するため、秘密書簡と秘密了解事項が添付された。日独両国がすでにソビエト連邦と結んだ条約（独ソ中立条約など）は秘密附属協定の第二条の対象外となることなどが定められた。

## 締結直後の評価
防共協定は交渉過程において実効性をもたない骨抜きの条約となり、交渉当事者にも「『背骨無き』同盟」と評価されていた。陸軍以外は協定締結に積極的ではなく、元老西園寺公望は「どうも日独条約はほとんど十が十までドイツに利用されて、日本はむしろ非常な損をしたように思われる」ともらしており、ディルクセンも日本外務省・海軍・財界の態度が冷淡であると報告している。
一方でリッベントロップは、「（同盟へと拡大されるはずであった）防共協定は、イギリス『抜き』、あるいはイギリスと『敵対』してでも広範囲にわたる（ヴェルサイユ条約）改訂政策とその後の領土拡大政策を実行できる」という見通しを得た。リッベントロップはこの協定をソビエト連邦に対して用いることは考えておらず、この点はヒトラーも同意見であった。リッベントロップは「ジブラルタルから横浜まで」に至るユーラシア同盟によってイギリスと敵対する構想を持っていた。
1937年2月には、ディルクセンが日本から勲一等旭日大綬章を受け、その他カナリス、オット、ハック、ラウマーといった交渉関係者にも叙勲が行われた。11月にはノイラートの他、「（協定締結を）終始熱心その促進に務め」たとして、ブロンベルクら国防軍関係者にも儀礼的な叙勲が行われている。

## 協定の拡大
日本陸軍は防共協定を実質的な軍事同盟に発展させることによってイギリスおよびソ連の日中戦争介入を防ごうと考えていた。1938年7月3日、板垣征四郎陸軍大臣は「時局外交に関する陸軍の希望」という文書を内閣（第1次近衛内閣）に提出した。7月19日の五相会議において「日独及ビ日伊間政治的関係ニ関スル方針案」が採択され、「（ドイツに関しては）防共協定ノ精神ヲ拡充シテ之ヲ対『ソ』軍事同盟ニ導キ」という方針が確認されている。このドイツとの同盟問題は当時「防共協定強化問題」と呼ばれているが、これは同盟に反発する国内の抵抗を抑えるための方策であった。

### イギリスへの打診
日本はあくまでこの協定をソ連に対抗するものと考えており、イギリスをこの協定に参加させようとしたが、イギリス側に拒否されている。また、ソ連のみを主敵とする日本側と、イギリス・フランスも敵と考えるドイツ側との構想の違いがあった。
また、日本国内でも同盟成立を重視する日本陸軍は英仏を敵に加えるよう主張していたが、大英帝国の影響を怖れる海軍及び外務省はこれに反対していた。重光葵のように防共をキーワードに国際同盟を構築しようとする者もいたが、大きな動きにはならなかった。

### イタリアの参加
1937年(昭和12年)8月21日の中華民国とソ連の中ソ不可侵条約の成立によって、イタリア王国の防共協定参加が決定的なものとなり、ムッソリーニ首相は日本の東洋平和のための自衛行動を是認するという論文を発表、ベルギー九カ国条約会議でイタリアのマレスコッチ代表は日本を支持するなどの動きを見せた。会期中の1937年11月6日、イタリアが原署名国の一つとして防共協定に加盟すると規定した「日本国ドイツ国間に締結せられたる共産インターナショナルに対する協定へのイタリア国の参加に関する議定書」に調印した。イタリア王国の参加により日独伊防共協定に発展し、協定の反英・反西欧的性格はさらに強まった。1938年、リッベントロップは外相に就任し、以降のドイツ外交の主務者となった。しかし反英的でソ連と組むことも辞さないリッベントロップおよびドイツ外務省・海軍と、どちらかといえば親英的で、ソ連打倒を考えていたヒトラーという二つの外交路線が存在していた。日本の各部首脳はヒトラーの意志のみを重視しており、後の独ソ提携で衝撃を受けることになる。

### 満洲国・ハンガリー・スペインの参加
また日本の指導下によって成立した満洲国は防共協定への参加を熱望していたが、将来の日独伊三国の同盟構想が決定されていないこの時期の参加は、時期尚早と見る日本の反対により加盟は実現していなかった。しかしこの日本の反対はソ連を主敵とする決定が下されたことで解決し、またドイツもハンガリー王国の参加を希望することになった。これにより原署名国の三国がハンガリーおよび満州国を勧誘する形で協定の拡大が行われ、1939年1月13日にハンガリーが、1月16日に満洲国が参加を表明した。両国の調印は2月24日にブダペスト及び新京で別個に行われた。
日独は一方で、スペイン内戦において勝利を固めつつあったフランシスコ・フランコ政権の防共協定参加交渉も行っていた。3月27日になってフランコ政権は防共協定への加盟を秘密裏に行っている（スペイン）。
さらに日本では1938年に国家総動員法が成立し、3か月後には全ての綿製品を輸出にあて軍資金を得るために、国内向けの綿製品製造そのものが禁止された。11月には日独文化協定が締結され、学校教員の任命がナチスドイツと合同の国策事案となった。12月には満州の占領地の経済等を統括する興亜院が発足した。

## 事実上の白紙化

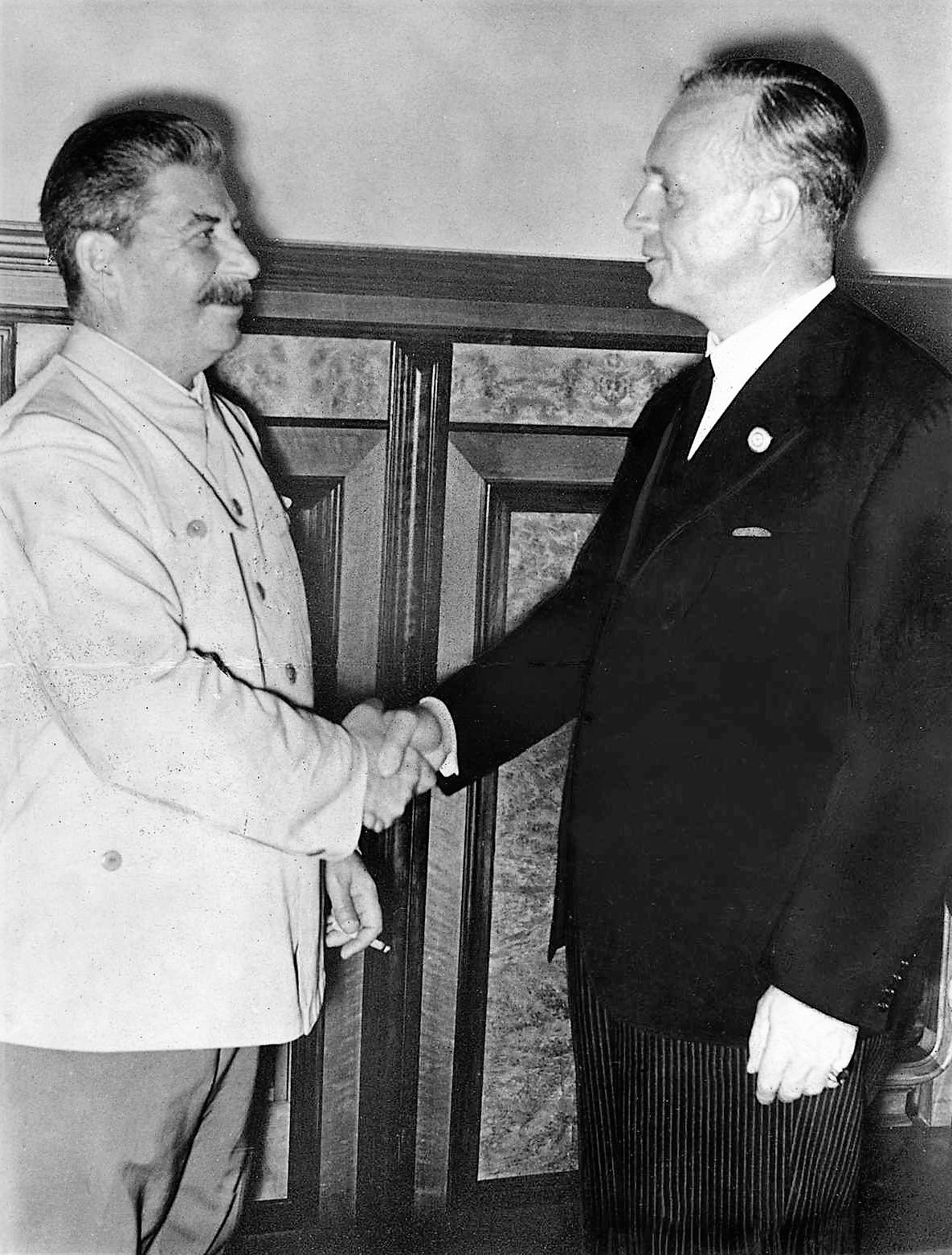
スターリンと握手するリッベントロップ外相1939年8月23日

ところがその直後の1939年8月23日には独ソ間で独ソ不可侵条約が締結された。リッベントロップはこの際に、防共協定は反ソビエト連邦と言うよりも、反西欧民主主義国という性格を持つものだとヨシフ・スターリンに説明している。これを防共協定の秘密議定書違反として日本は猛抗議し、平沼内閣は総辞職したことによって、協定は事実上消滅し、日独の提携交渉はいったん白紙となった。日本外務省内では協定が事実上白紙になったという認識は示されたものの、実際には協定解消などの声も起こらず、手続きは行われなかった。
しかしリッベントロップは翌月9月から再び日本に対する接近を開始した。リッベントロップは持論であるユーラシア同盟がイギリスに対抗できる手段だと説いたが、日本政府の反応は良好ではなかった。しかし1940年にドイツがフランスおよびオランダを打倒してヨーロッパにおける勝利をつかみつつあると認識した日本政府は、ドイツが南アジアおよび東南アジアの植民地に進出するのではないかという危惧を抱いた。リッベントロップはその危惧を払拭し、日本が南方進出に出るように働きかけ、イギリス・アメリカとの対立を深くすることで、ドイツ側の陣営に日本を巻き込もうとした。日本でもこの動きに追随する方向性が強くなり、1940年9月27日の日独伊三国同盟の結成に至った。また日本の松岡洋右外相もユーラシア同盟構想を抱き、1941年の欧州歴訪においてこの構想を実現しようとした。しかしヒトラーは三国同盟結成の時点で独ソ戦を決断しており、ユーラシア同盟構想はすでに崩壊していた。すでに独ソ関係が変化しているというリッベントロップや大島の言葉には耳を貸さず、1941年4月13日日ソ中立条約の締結が実現した。

## 協定の延長と消滅
独ソ戦の開始後、防共協定自体は存続したものの、日ソ中立条約の存在もあり、対ソ連条約として有効にはならなかった。1941年11月25日には期限満了を迎える協定の5年間延長を規定した条約がベルリンで調印されているが、秘密議定書については廃止されている。また同日には第二次世界大戦で枢軸側に参戦したブルガリア王国、フィンランド、ルーマニア王国、スロバキア共和国、クロアチア独立国、ドイツの占領下に置かれたデンマークが協定に参加し、また日本の指導下にあった中華民国（汪兆銘政権）も、11月25日時点での協定参加を宣言する公文を12月31日に日本政府に対して送付している。
1943年にコミンテルンは解散しているが、日本の外務省条約局はコミンテルンが実際に解散したかどうかは確認できなかったとして、条約は存続していると見ている。1943年9月8日にイタリア王国が降伏し、イタリア社会共和国が協定参加国となったが、1944年以降は東欧の参加国が次々と戦争から離脱し、1945年5月7日と8日にはドイツ軍が降伏してナチス・ドイツが崩壊した。条約局は5月7日をもって他の三国間条約が失効したことを確認した上で、防共協定も法律上の意味で5月7日に失効したという見方をしている。